# 卡岡杜亞鳥屬
卡岡杜亞鳥屬（意為「巨大的鳥類」）是已滅絕的大型原始鳥類，包含了單一物種戀酒卡岡杜亞鳥（Gargantuavis philoinos），也是卡岡杜亞鳥科（Gargantuaviidae）下唯一的單型屬。化石發現於距今7,350萬至7,150萬年前的西班牙北部、法國南部及羅馬尼亞。卡岡杜亞鳥是中生代目前體型已知最大的鳥類，體型約介於現存的鶴鴕和鴕鳥之間，體重可達141（311磅），與鴕鳥相近似，這代表非鳥類恐龍的滅絕並非是巨型陸棲鳥類出現的必要條件。牠們曾一度認為與現代鳥類密切相關，但2019年於哈采格島（現今的羅馬尼亞）發現的一個骨盆有發現到數個較為原始的特徵。
根據其股骨來看，卡岡杜亞鳥是屬於緩慢行走的物種，並不擅長奔跑。由於僅有發現零碎的化石殘缺，關於牠們的生物學和生態等許多方面仍然不明，包括其食性。與卡岡杜亞鳥共存的動物包括大型掠食者如阿貝力龍科物種、植食動物如甲龍亞目和泰坦巨龍類、翼龍、鱷魚、烏龜、魚類和其他早期鳥類。

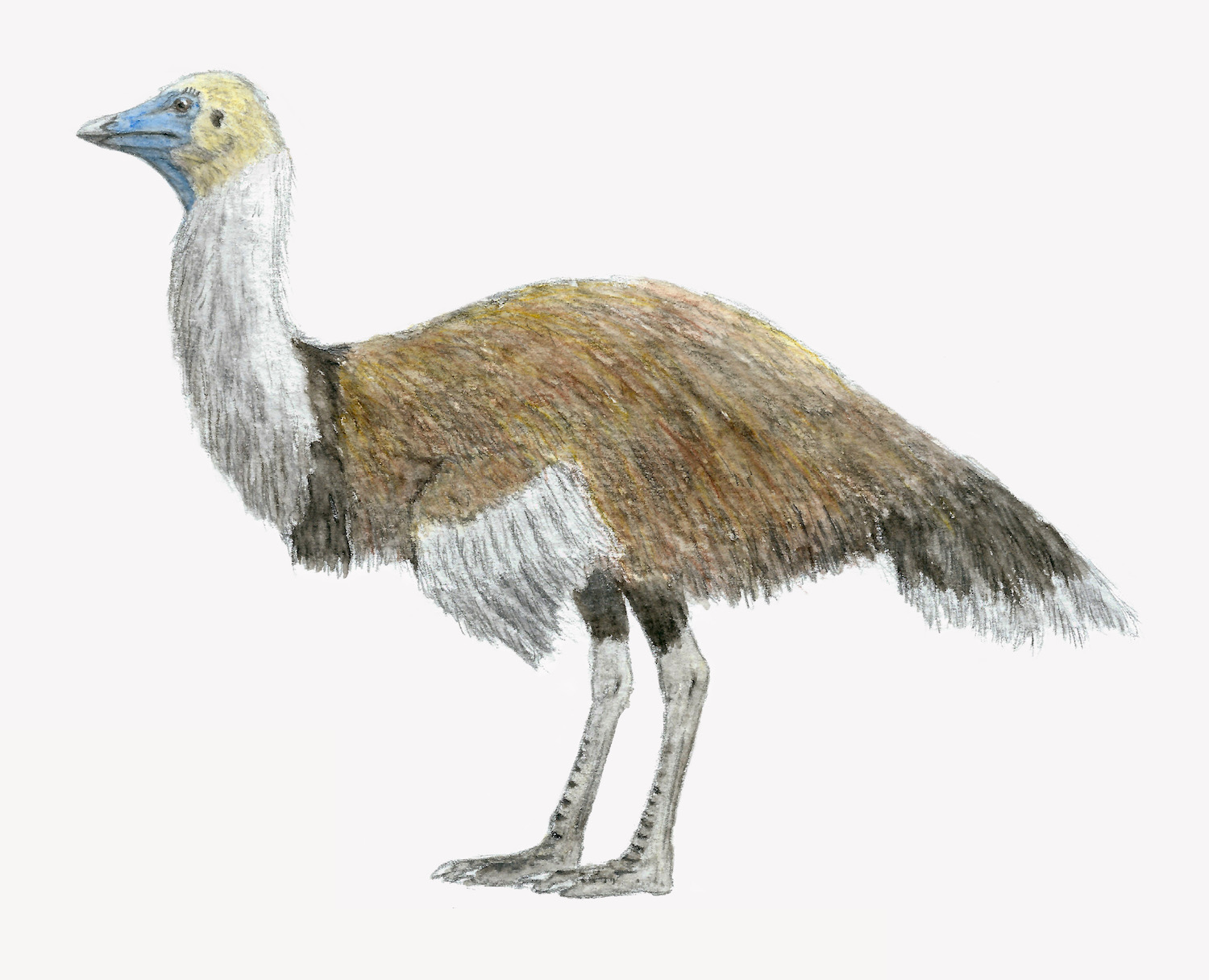
復原圖